# Terapia de choques
La terapia de choques  o terapia de choque describe un conjunto de técnicas utilizadas en psiquiatría a partir de la década de 1930 para tratar el trastorno depresivo u otras enfermedades, induciendo convulsiones u otros estados cerebrales extremos. La mayoría de sus formas se encuentran en desuso en la actualidad.

## Modalidades
El término "terapia de choque" incluye múltiples formas, de las cuales la única que se continúa utilizando en la práctica clínica actual es la terapia electroconvulsiva.
Otras formas, que ya no se utilizan, incluyen:
- Terapia de choque con insulina, introducida por Manfred Sakel en 1933 para el tratamiento de la esquizofrenia.[3] Inducía un estado de coma por un corto período de tiempo. La terapia de choque con insulina funcionaba mejor para algunas formas de esquizofrenia que para otras.[1]
- Terapia convulsiva con pentilentetrazol u otros agentes para inducir convulsiones. El primer uso fue con cardiazol por von Meduna de Budapest. La creencia en ese momento era que existía "algún tipo de antagonismo biológico entre la esquizofrenia y la epilepsia" el cual podía ser aprovechado de esta manera.[3]

La terapia de choque ha dejado de utilizarse siendo reemplazada mayormente por formas de tratamiento psiquiátrico con medicamentos.